# Убијци
Убијци (лат. Ubii) су били германско племе, које је још Јулије Цезар описао као цивилизован народ.

## Животни простор
Убијци су насељавали најприје десну обалу Рајне, насупрот племена Тревера и јужно од племена Сикамбра. Њихово подручје се протезало од ријеке Зиг преко ријеке Лане до доње Мајне. То подручје је припадало Germania Libera (Слободна Германија) или Magna Germania (Велика Германија) како су је Римљани звали. Убијци су били једно од првих германских племена, која су започела редовну трговину са Римљанима, својим су члановима допустили да одлазе на подручје Римског царства на школовање те су на крају Римљанима почели плаћати данак. Осим тога, пружали су Римљанима војну помоћ, нарочито у виду коњаника, јер су Германи у то вријеме били познати по својим јахачким вјештинама. Та подршка је веома много значила Римљанима, јер су у складу с њиховим мотом Divide et impera (Завади па владај) могли да обуздавају друга германска племена те их присиљавати на плаћање данка. Овакво понашање Убијаца је временом изазвало неповјерење, завист и мржњу сусједних германских племена, због чега је долазило до сталних сукоба међу њима.
У сваком случају, Убијци су живјели под притиском и између фронта, с Римљанима на једној и другим Германима на другој страни, те им је пријетило готово истријебљење. Из сигурносних разлога их је Марко Випсаније Агрипа око 38. п. н. е. поступно преселио на лијеву обалу Рајне, гдје је касније настала римска провинција Germania Inferior (Доња Германија). Све до владавине цара Домицијана, лијева обала Рајне је била дио провинције Gallia Belgica (Белгијска Галија). Овдје су Убијци насељавали подручја данашњих градова Бона, Келна, Ахена, као и у долини ријеке Ар. Ова чињеница је од приличног значаја, кад се узме да се често спомиње да су Убијци били германско племе пријатељски наклоњено Римљанима, које је живјело на лијевој обали Рајне, међутим то су постали тек након спровођења римске политике њиховог пресељавања.
Главно насеље им је било Oppidum Ubiorum или Ara Ubiorum, које је касније цар Клаудије преименовао у Colonia Claudia Ara Agrippinensium, скраћено CCAA, по коме је Келн касније добио име.

## Пресељење
Прву војну капмању против Германа Цезар је повео 39/38. п. н. е., под вођством Агрипе. Он је поразио Гале који су дигли устанак, прешао Рајну, покрио Убијце, што му је приписано као тријумф, мада је права истина сасвим другачија.
Тацит у својим дјелима сматра да се вријеме када су Убијци пресељавани на лијеву обалу Рајне, у подручје данашњег Келна, поклапа са намјесништвом Агрипе. Врло је вјероватно да је то био дуготрајан процес, а да је окончан у вријеме Агрипиног намјесништва. По неким непотврђеним истраживањима, сматра се да је ово пресељавање Убијаца завршено око 19/18. п. н. е. Агрипа је током своје власти развио концепт одбране који се састојао о сталном присуству римске војске на Рајни, али и насељавању племена која су била лојална Риму (Убијци, Батавци и др.), као и давање чврстих гаранција о ненападању за племена са десне обале Рајне. Римска политика је имала за циљ, између осталог, да одбије сва лутајућа племена (уз неке изузетке) изван осигураних граница освојених провинција.

## Нестанак
Убијци су учествовали у грађанском рату 69. године, додуше присиљени и кратко вријеме. Временом су се највећим дијелом романизовали и интегрисали у рипуарске Франке.